# ديفيد كيربي (مؤرخ)
ديفيد كيربي (بالإنجليزية: David Kirby)‏ هو مؤرخ بريطاني، ولد في 1942.